# Алиев, Самир Ягуб оглы
Сами́р Ягу́б оглы́ Али́ев (азерб. Samir Yaqub oğlu Əliyev; 14 апреля 1979, Калинино, Армянская ССР) — азербайджанский футболист, нападающий. Главный тренер юношеской сборной Азербайджана.

## Биография
Профессиональную футбольную карьеру начал в 1996 году с выступления в команде азербайджанской высшей лиги «U-18», полностью укомплектованной из игроков юношеской сборной Азербайджана U-18.
Затем выступал 2 сезона за армейский коллектив ЦСКА (Баку).
В 1999—2002 играл за бакинский «Нефтчи». В 2002 году признан «Лучшим футболистом Азербайджана» (по версии газеты «Футбол +»).
В 2002 подписал контракт с украинским клубом «Волынь» (Луцк), где провел 2 сезона.
В 2004, транзитом через российскую команду «Уралан» (Элиста), вернулся в Азербайджан, где влился в ряды клуба Хазар-Ленкорань. В 2005—2006 играл за «Интер» (Баку).
В 2006—2010 выступал в составе «Нефтчи». В сезоне 2010/2011 играл за «Симург».
В июле 2011 присоединился к клубу «Туран», однако уже через полгода покинул клуб из-за финансовых проблем.
Дебютировал в составе сборной Азербайджана в 1997 году. Провел за сборную в течение 10 лет 31 игру, забил 2 мяча.
С июня 2012 года — тренер дубля «Нефтчи» (Баку).
Официально завершил свою карьеру 17 июля 2012 года в перерыве первого матча 2-го квалификационного раунда Лиги чемпионов «Нефтчи» — «Зестафони».

## Достижения
- Обладатель Кубка Азербайджана 1998/99 («Нефтчи» Баку)
- Серебряный призёр чемпионата Азербайджана (3): 2000/01 («Нефтчи» Баку), 2004/05 («Хазар-Ленкорань»), 2006/07 («Нефтчи» Баку)
- Бронзовый призёр чемпионата Азербайджана (4): 1998/99, 1999/2000, 2005/06, 2007/08 (все — «Нефтчи» Баку)